# Caiwenji (cràter)
Caiwenji és un cràter d'impacte en el planeta Venus de 22,6 km de diàmetre. Porta el nom de Cai Wenji (c. 174-178 - c. 206), compositora i poetessa xinesa, i el seu nom va ser aprovat per la Unió Astronòmica Internacional el 1994.